# Ventoy
Ventoy — свободная утилита с открытым исходным кодом, используемая для записи файлов образов, таких как .iso, .wim, .img, .vhd(x) и .efi, на носители для создания загрузочных USB-накопителей. После установки Ventoy на USB-накопитель нет необходимости переформатировать диск для обновления его новыми установочными файлами; достаточно скопировать файлы .iso, .wim, .img, .vhd(x) или .efi на USB-накопитель и загрузиться с них напрямую. Ventoy предложит пользователю меню загрузки для выбора одного из этих файлов.

## Особенности
Ventoy можно установить на флэш-накопитель USB, локальный диск, SSD (NVMe) или SD-карту, и он будет напрямую загружаться с выбранного .iso, .wim, .img, .vhd(x) или .efi файла(ов). Ventoy не извлекает файл(ы) образа на USB-накопитель, а использует их напрямую. Можно разместить несколько ISO-образов на одном устройстве и выбрать образ для загрузки из меню, отображаемого сразу после загрузки Ventoy.
Поддерживаются типы разделов MBR и GPT, x86 Legacy BIOS и различные методы загрузки UEFI (включая сохранение). Можно использовать ISO-файлы размером более 4 ГБ. Ventoy поддерживает различные загрузочные и установочные ISO-файлы операционных систем, включая Windows 7 и выше, Debian, Ubuntu, CentOS, RHEL, Deepin, Fedora и более сотни других дистрибутивов Linux; также были протестированы различные релизы UNIX, VMware, Citrix XenServer и т.д..